# Wojewodczynci
Wojewodczynci (ukr. Воєводчинці, pol. Wojewodczyńce) – wieś na Ukrainie, w obwodzie winnickim, w rejonie mohylowskim. W 2001 roku liczyła 722 mieszkańców.
W czasach Rzeczypospolitej wieś leżała w województwie podolskim. Odpadła od Polski w wyniku II rozbioru.